# Tuffi ai campionati europei di nuoto 2008 - Piattaforma 10 metri maschile
Il concorso della piattaforma 10 metri maschile si è svolto il 24 marzo 2008 al Pieter van den Hoogenband Zwemstadion di Eindhoven, nei Paesi Bassi e vi hanno partecipato 21 atleti.

## Programma
| Data          | Ora (UTC+1) | Turno       |
| ------------- | ----------- | ----------- |
| 24 marzo 2008 | 12:00       | Preliminari |
| 24 marzo 2008 | 16:30       | Finale      |

## Medaglie
| Posizione | Atleta              | Paese         |
| --------- | ------------------- | ------------- |
| Oro       | Tom Daley           | Gran Bretagna |
| Argento   | Sascha Klein        | Germania      |
| Bronzo    | Francesco Dell'Uomo | Italia        |

## Risultati
In verde sono indicati i finalisti
| Oro     | Tom Daley            | Gran Bretagna | 467,25 | 3  | 491,95          | 1               |                 |                 |                 |
| Argento | Sascha Klein         | Germania      | 491,05 | 1  | 487,60          | 2               |                 |                 |                 |
| Bronzo  | Francesco Dell'Uomo  | Italia        | 438,35 | 6  | 481,30          | 3               |                 |                 |                 |
| 4       | Anton Zakharov       | Ucraina       | 447,85 | 4  | 473,75          | 4               |                 |                 |                 |
| 5       | Patrick Hausding     | Germania      | 432,70 | 7  | 464,95          | 5               |                 |                 |                 |
| 6       | Kostayantyn Milyayev | Ucraina       | 425,80 | 9  | 437,20          | 6               |                 |                 |                 |
| 7       | Vadim Kaptur         | Bielorussia   | 403,45 | 11 | 434,10          | 7               |                 |                 |                 |
| 8       | Aljaksandr Varlamaŭ  | Bielorussia   | 427,65 | 8  | 426,75          | 8               |                 |                 |                 |
| 9       | Gleb Gal'perin       | Russia        | 441,05 | 5  | 420,40          | 9               |                 |                 |                 |
| 10      | Constantin Popovici  | Romania       | 403,90 | 10 | 411,70          | 10              |                 |                 |                 |
| 11      | András Hajnal        | Ungheria      | 385,25 | 12 | 406,50          | 11              |                 |                 |                 |
| 12      | Dmitriy Dobroskok    | Russia        | 472,70 | 2  | 402,60          | 12              |                 |                 |                 |
| 13      | Sotirios Trakas      | Grecia        | 376,85 | 13 | Non qualificati | Non qualificati | Non qualificati | Non qualificati | Non qualificati |
| 14      | Christofer Eskilsson | Svezia        | 375,65 | 14 | Non qualificati | Non qualificati | Non qualificati | Non qualificati | Non qualificati |
| 15      | Michail Tzifas       | Grecia        | 367,10 | 15 | Non qualificati | Non qualificati | Non qualificati | Non qualificati | Non qualificati |
| 16      | Gareth Jones         | Gran Bretagna | 359,90 | 16 | Non qualificati | Non qualificati | Non qualificati | Non qualificati | Non qualificati |
| 17      | Jean Romain Delaloye | Svizzera      | 352,95 | 17 | Non qualificati | Non qualificati | Non qualificati | Non qualificati | Non qualificati |
| 18      | Kamil Gackowski      | Polonia       | 339,20 | 18 | Non qualificati | Non qualificati | Non qualificati | Non qualificati | Non qualificati |
| 19      | Maicol Verzotto      | Italia        | 330,70 | 19 | Non qualificati | Non qualificati | Non qualificati | Non qualificati | Non qualificati |
| 20      | Sergej Baziuk        | Lituania      | 269,30 | 20 | Non qualificati | Non qualificati | Non qualificati | Non qualificati | Non qualificati |
| 21      | Oncu Erinc Kuzucu    | Turchia       | 4,05   | 21 | Non qualificati | Non qualificati | Non qualificati | Non qualificati | Non qualificati |